# Chumma interfluvialis
Espèce
Chumma interfluvialis est une espèce d'araignées aranéomorphes de la famille des Macrobunidae.

## Distribution
Cette espèce est endémique de l'État-Libre en Afrique du Sud,. Elle se rencontre vers Tussen-die-Riviere.

## Description
Le mâle holotype mesure 2,83 mm et la femelle paratype 2,90 mm.

## Systématique et taxinomie
Cette espèce a été décrite par Jocqué et Alderweireldt en 2018.

## Publication originale
- Jocqué & Alderweireldt, 2018 : « New Chummidae (Araneae): quadrupling the size of the clade. » European Journal of Taxonomy, no 412, p. 1-25 (texte intégral).